# أوفي راب
أوفي راب (بالألمانية: Uwe Raab)‏ مواليد 26 يوليو 1962 في فيتنبرغ، ألمانيا، هو دراج ألماني في صنف سباق الدراجات على الطريق. شارك في دورة الألعاب الأولمبية الصيفية.

## الميداليات
| الميدالية | المسابقة                                    |
| --------- | ------------------------------------------- |
| ذهبية     | بطولة العالم لسباق الدراجات على الطريق 1983 |

## روابط خارجية
- أوفي راب على موقع أرشيف الدراجات (الإنجليزية)
- أوفي راب على موقع إحصائيات الدراجات الإحترافية (الإنجليزية)
- أوفي راب على موقع CycleBase (الإنجليزية)
- أوفي راب على موقع أوليمبيديا (الإنجليزية)